# ساور اوپازیلا
ساور اوپازیلا (به لاتین: Savar Upazila) یک منطقهٔ مسکونی در بنگلادش است که در ناحیه داکا واقع شده‌است. ساور اوپازیلا ۲۸۰٫۱۳ کیلومتر مربع مساحت و ۱٬۴۴۲٬۸۸۵ نفر جمعیت دارد.